# هيئة المتاحف
هيئة المتاحف هي هيئة حكومية سعودية تأسست في فبراير 2020، ومقرها في العاصمة الرياض.

## الأهداف
تهدف الهيئة لتطوير المتاحف والأنظمة واللوائح المتعلقة بها، وخلق بيئة مستدامة تشجع على الاستثمار في هذا المجال.

### الأهداف الاستراتيجية
- إثراء المؤسسات والمجموعات المهتمة بجمع المقتنيات وتعزيز قيمة المحتوى التراثي.
- توسيع نطاق انتشار المتاحف والمراكز الثقافية والفنية بالاستعانة بمؤسسات عالية الجودة.
- زيادة معدلات زيارة المتاحف والمراكز الثقافية والفنية.
- زيادة الميزانية العامة للقطاع وتحسين كفاءة الإنفاق.[3]

## مجلس الإدارة
تمتد عضوية مجلس الإدارة لثلاث سنوات قابلة للتجديد، على أن يعقد اجتماعاته أربع مرات في العام أو كلما دعت الحاجة. ويتولى المجلس دراسة القرارات اللازمة لتحقيق أهداف الهيئة، وفق صلاحياته، كما يشرف على تنفيذ استراتيجياتها، ويقر السياسات المتعلقة بنشاطها، واللوائح والأنظمة والإجراءات الداخلية والفنية وجميع الخطط والبرامج التي تسير أعمالها.
في 22 يوليو 2020 م، أعلنت وزارة الثقافة عن تشكيل مجلس إدارة هيئة المتاحف برئاسة صاحب السمو الأمير بدر بن عبد الله بن فرحان، وزير الثقافة، ومعالي نائب وزير الثقافة الأستاذ حامد بن محمد فايز عضواً ونائباً لرئيس المجلس، وعضوية كل من الدكتور ماركوس هيلغيرت، والأستاذ رفعت مدحت شيخ الأرض، والأستاذ كريس ديركون، والأستاذة جنيفر ستوكمان، والأستاذة منى بنت عابد خزندار.
في 7 مارس 2024، أعيد تشكيل مجلس إدارة الهيئة وضم الدكتور ماركوس هيلغيرت، ورنيم بنت زكي فارسي، وسارة بنت عبدالله علي رضا، والشيماء بنت رحب حميد الدين، وجينفر ستوكمان.

## الاستراتيجية
في سبتمبر 2021، أطلقت هيئة المتاحف استراتيجيتها، حيث حددت الاستراتيجية عبر 4 محاور رئيسة، هي:
- الناتج الاجتماعي والاقتصادي.
- المواهب.
- التمويل.
- الشراكات الداعمة.[6]

## استحداث متاحف
تسهم استراتيجية هيئة المتاحف في تطوير المتاحف الموجودة، مثل متحف قصر المصمك، وأيضًا، استحداث عدد من المتاحف في السعودية بحلول عام 2024. حيث تم الإعلان عن إنشاء متحف طارق عبد الحكيم في جدة، ومتحف الذهب الأسود في الرياض.

## الفعاليات
| الفعالية                             | التاريخ           | التفاصيل |
| ------------------------------------ | ----------------- | --- |
| برنامج تدريب المتطوعين               | 31 أكتوبر 2023م   | أطلقت هيئة المتاحف المرحلة الثالثة من البرنامج التدريبي للمتطوعين في مجال المتاحف خلال الفترة من 12 نوفمبر الى 16 نوفمبر 2023 بمنطقة عسير. حيث أقيم البرنامج في "متحف عسير الإقليمي" و"متحف الجحل الأثري"، واستهدف المهتمين بمجال التطوع في المتاحف وطلاب وطالبات الجامعات والمرحلة الثانوية. |
| الفن وعالم المتاحف                   | 20 مايو 2023م     | نظمت هيئة المتاحف السعودية بالمتحف الوطني في الرياض، محاضرتين عن تاريخ الفن وعالم المتاحف، الأولى بعنوان "مقدمة في الحركات الفنية" والثانية بعنوان "الممارسات المتحفية وتطورها". |
| معرض التصوير الفوتوغرافي "حان الوقت" | فبراير 2022م      | نظمت هيئة المتاحف السعودية معرض التصوير الفوتوغرافي "حان الوقت" في دورته الأولى، في معرض أثر بجدة. حيث يهدف المعرض إلى اكتشاف المواهب الجديدة، في مجال التصوير الفوتوغرافي. |
| اليوم العالمي للمتاحف                | 18 مايو من كل عام | في 18 مايو من كل عام، توثق المملكة العربية السعودية بعدها الحضاري والثقافي للمتاحف، من خلال أكثر من 50 متحفًا حكوميًّا، وأكثر من 200 متحف خاص. إذ تشارك المملكة دول العالم في الاحتفال باليوم العالمي للمتاحف، بإنشاء المتاحف المحلية والإقليمية، ويشكل اليوم العالمي للمتاحف مناسبةً للتذكير بمدى أهمية المتاحف، بوصفها وسيلةً للتبادل الثقافي، وإثراء الثقافات، وتعزيزاً للتفاهم والتعاون بين الشعوب. |
| أسرع السيارات عبر الزمن              | 2022م             | أقامت هيئة المتاحف معرض "أسرع السيارات في العالم"، منذ بداية اختراع أول سيارة وحتى تاريخنا اليوم، تزامن المعرض مع إنطلاق فورمولا 1 في جدة. |
| معرض الأعمال الفنية "من الليل"       | فبراير 2024م      | نظمت هيئة المتاحف معرضاً بعنوان "في الليل"، في المتحف السعودي للفن المعاصر في حي جاكس بمحافظة الدرعية، استمرّ لمدّة ثلاثة أشهر، بدءاً من 15 فبراير وحتى 20 مايو 2024. حيث ضمّ المعرض أعمالاً فنية ملهمة لـثلاثين فناناً من مختلف أنحاء العالم، من بينهم عدد من الفنانين من السعودية إلى جانب فنانين من المغرب وتونس والهند والأرجنتين واليابان وكرواتيا وباكستان وأستراليا والمكسيك وبريطانيا وفرنسا.    |
| مسابقة الواقع الافتراضي للمتاحف      | 12 يناير 2025م    | مسابقة تهدف إلى دعم مواهب الشباب وتزويدهم بمهارات في التصميم وبرمجة الواقع الافتراضي، وفي تطوير المتاحف وتعزيز دورها المحوري في المجتمع، وإبراز الهوية الثقافية عبر تصميم تجارب واقع افتراضي تعكس ثقافة السعودية. وبدأ استقبال الطلبات في 6 ديسمير 2024م، ويمتد البرنامج التدريبي على مدى 4 أشهر.                                                                                                 |

## وصلات خارجية
- الموقع الرسمي